# Samuel T. Herring
Samuel T. Herring (nascido em 13 de abril de 1984), também conhecido como Hemlock Ernst, é um cantor e rapper americano de Baltimore, Maryland, mais conhecido por ser o vocalista da banda de synth-pop Future Islands . Foi membro do Art Lord & the Self-Portraits, The Snails, e Trouble Knows Me.